# ヨハン・クリストフ・アーデルング

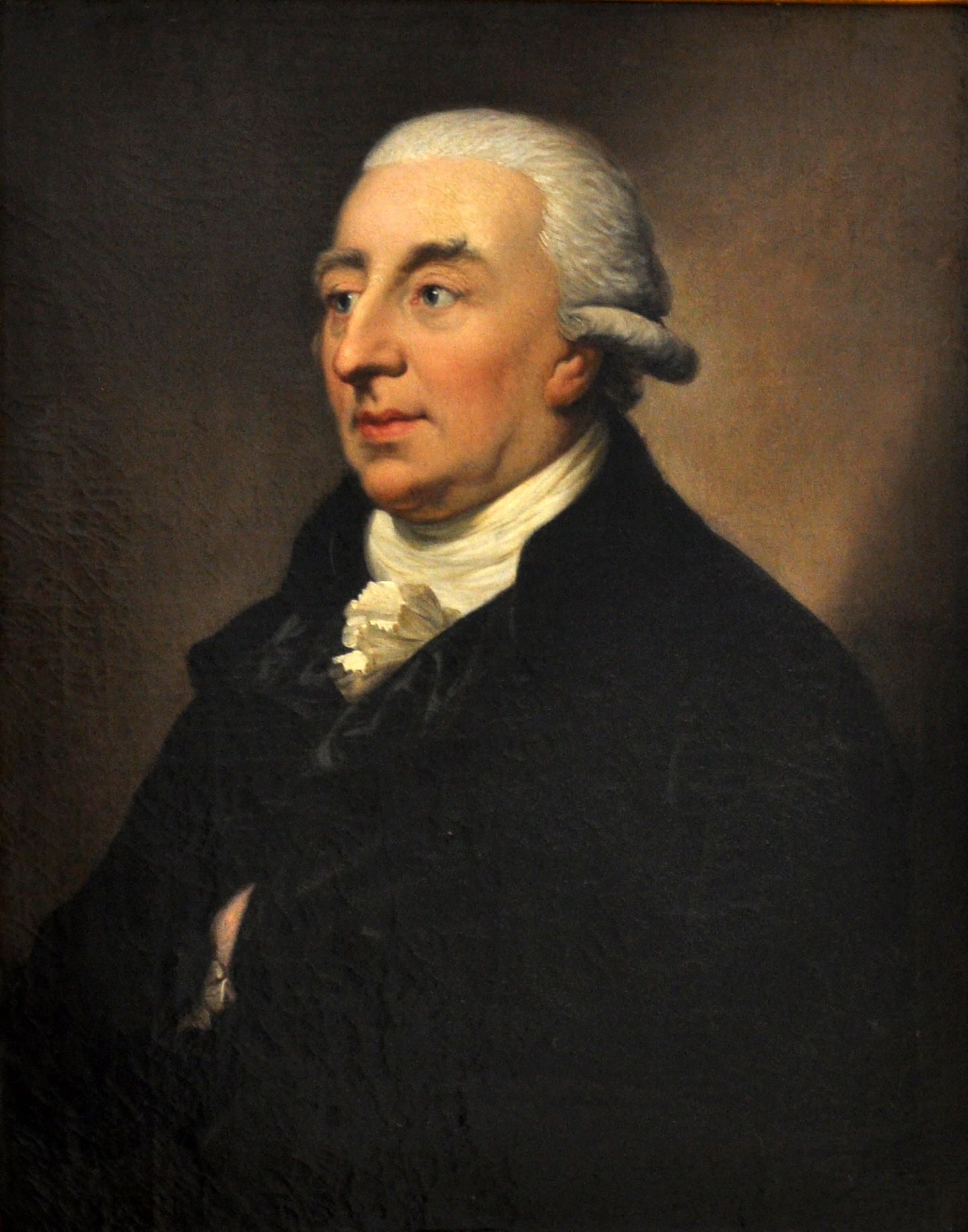

ヨハン・クリストフ・アーデルング(1732年8月8日 -1806年9月10日）は、ドイツの言語学者。

## 生涯
ドイツ東部フォアボンメルンのスパンテコウで牧師の家庭に生まれた。マルティン・ルター大学ハレ・ヴィッテンベルクで学ぶ。
エアフルトのギムナジウムで教鞭を執る。ザクセン選帝侯領ドレスデンで没した。著作に3巻の「言語概説」、5巻の「高地ドイツ語文法的、批判的辞典」、さらに「人類文化史試論」がある。